# Chironomus longistylus
Chironomus longistylus är en tvåvingeart som beskrevs av Maurice Emile Marie Goetghebuer 1921. Chironomus longistylus ingår i släktet Chironomus och familjen fjädermyggor. Arten är reproducerande i Sverige. Inga underarter finns listade i Catalogue of Life.